# Cantanhede (Maranhão)
Cantanhede è un comune del Brasile nello Stato del Maranhão, parte della mesoregione del Norte Maranhense e della microregione di Itapecuru Mirim.